# Campeonato Mundial de Ginástica Rítmica de 2013
O XXXII Campeonato Mundial de Ginástica Rítmica ocorreu entre os dias 28 e 1 de setembro de 2013, na cidade de Kiev, Ucrânia, no Palácio do Esporte. 

## Medalhistas
| Evento                     | Ouro                                  | Ouro   | Prata | Prata  | Bronze                 | Bronze |
| Finais individuais         |                                       |        | |        |                        |        |
| Individual geral detalhes  | RUS Yana Kudryavtseva                 | 73.866 | UKR Ganna Rizatdinova                                                                                    | 73.041 | BLR Melitina Staniouta | 72.166 |
| Arco detalhes              | UKR Ganna Rizatdinova                 | 18.266 | RUS Yana Kudryavtseva                                                                                    | 18.250 | RUS Margarita Mamun    | 18.233 |
| Bola detalhes              | RUS Margarita Mamun                   | 18.516 | RUS Yana Kudryavtseva                                                                                    | 18.350 | BLR Melitina Staniouta | 18.166 |
| Maças detalhes             | RUS Margarita Mamun Yana Kudryavtseva | 18.366 | [[Ficheiro:{{country_flag_IOC_alias_{{{2}}}\|}}\|22x20px\|border\|{{country_IOC_alias_{{{2}}}}}]]{{{2}}} |        | UKR Alina Maksimenko   | 18.216 |
| Fita detalhes              | RUS Yana Kudryavtseva                 | 18.516 | RUS Margarita Mamun                                                                                      | 18.233 | UKR Ganna Rizatdinova  | 18.066 |
| Grupos                     |                                       |        | |        |                        |        |
| Geral detalhes             | BLR Bielorrússia                      | 35.708 | ITA Itália                                                                                               | 34.733 | RUS Rússia             | 34.225 |
| 10 maças detalhes          | ESP Espanha                           | 17.350 | ITA Itália                                                                                               | 17.300 | UKR Ucrânia            | 17.208 |
| 3 bolas + 2 fitas detalhes | RUS Rússia                            | 18.183 | BLR Bielorrússia                                                                                         | 17.550 | ESP Espanha            | 17.166 |